# Сутара
Сута́ра — село в Облученском районе Еврейской автономной области России. Входит в Облученское городское поселение.

## География
Село Сутара стоит в верховьях реки Сутара. В ней одна улица — Таёжная.
Река Сутара, сливаясь с рекой Кульдур, даёт начало Бире, левому притоку Амура.
Географическое положение
Расстояние до:
районного центра города Облучье — 25 км.
областного центра города Биробиджан — 122 км.
Ближайшие населенные пункты
При станции Ударный — 19 км, Лагар-Аул — 19 км, Кимкан — 21 км, Ядрино — 23 км, Облучье— 25 км, Снарский — 25 км, Известковый — 27 км, Двуречье — 28 км.

## Население
| 2002 | 2010 |
| ---- | ---- |
| 103  | ↘7   |

## Транспорт
Дорога к селу Сутара идёт на юго-восток от автотрассы «Амур» (в 6 км западнее города Облучье).